# Allen Ginsberg
Irwin Allen Ginsberg (Newark, 3 de junio de 1926-Nueva York, 5 de abril de 1997) fue un poeta y una de las figuras más destacadas de la generación Beat en la década de 1950. Se opuso enérgicamente al militarismo, materialismo económico y la represión sexual. Es conocido principalmente por su poema épico Aullido (Howl), en el que denunció lo que consideraba fuerzas destructivas del capitalismo y de la conformidad en Estados Unidos.
Era budista practicante y estudió ampliamente distintas disciplinas religiosas orientales. Vivió de manera modesta, compraba su ropa en tiendas de segunda mano y residía en apartamentos en East Village. Uno de sus maestros más influyentes fue Chögyam Trungpa, budista tibetano fundador del Naropa Institute, ahora Naropa University at Boulder, Colorado. A instancias de Trungpa, Ginsberg y la poetisa Anne Waldman comenzaron 'The Jack Kerouac School of Disembodied Poetics' en 1974.
Participó de las protestas políticas no violentas de su época, desde la guerra de Vietnam a la guerra contra las drogas. Su poema September on Jessore Road, donde llamó la atención sobre la difícil situación de los refugiados de Bangladés, es un ejemplo de lo que la crítica literaria Helen Vendler describió como la incansable persistencia de Ginsberg en la protesta contra la «política imperial, y la persecución de los sin poder».
Su colección The Fall of America ganó el Premio Nacional del Libro en 1974. En 1979 recibió la medalla de oro del The National Arts Club y fue admitido en la Academia Estadounidense de las Artes y las Letras. Fue finalista del Premio Pulitzer en 1995 por su libro Cosmopolitan Greetings: Poems 1986–1992.

## Biografía

### Primeros años y familia
Nacido en el seno de una familia judía, en Nueva Jersey, desde pequeño Allen manifestó una sensibilidad poco habitual y un gran interés por la poesía y la literatura en general.
Estudió en la Universidad de Columbia (New York) tan solo un curso antes de ser expulsado. Fue en dicho curso donde conoció a Jack Kerouac y William Burroughs, con quienes conformaría el trío básico de la futura Generación Beat. El grupo inicial era liderado por Lucien Carr, quien ejercía su influjo natural, aunque desprovisto de talento artístico. Esta "prehistoria" del grupo fundacional terminó cuando Carr cometió un asesinato. Este crimen y sus secuelas familiares trastocaron para siempre las vidas de todos los implicados. Carr fue a un reformatorio y se desvinculó así progresivamente de su relación con sus compañeros de juventud, pero su ausencia permitió una fructífera introspección en sus talentosos colegas, y al mismo tiempo hizo posible la llegada de Neal Cassady, elemento catalizador de esta nueva mirada del hombre, la cultura y el paisaje que fue la Beat Generation. Ginsberg, de la misma edad que Cassady, fue el primero en comprender que esta nueva visión pasaba necesariamente por abandonar los convencionalismos académicos de la vida universitaria, y —en consecuencia— el primero en lanzarse a la carretera.

## Estilo
La poesía de Ginsberg estaba muy influida por el modernismo, el romanticismo, el beat y la cadencia del jazz, además por su práctica del budismo Kagyu. Se consideraba heredero de William Blake, Walt Whitman y Federico García Lorca. La potencia de los poemas de Ginsberg, sus largos versos y su exuberancia del Nuevo Mundo reflejaban la continuidad de la inspiración que reclamaba. Otras influencias fue la del poeta estadounidense William Carlos Williams.
En sus escritos y en su vida, Ginsberg defendía la libertad y la autenticidad. Muchos de sus poemas son extremadamente sinceros y directos. Por ejemplo, en "Kaddish" describe la locura de su madre en términos claros. En Many Loves (Muchos amores), describe su primer contacto sexual con Neal Cassady, que fue su amante y amigo. Alguno de sus poemas posteriores se centran en su relación con Peter Orlovsky, su amante de toda la vida a quien dedicó Kaddish and Other Poems (Kaddish y otros poemas).
Su viaje espiritual comenzó pronto con visiones espontáneas y continuó con un temprano viaje a la India y un encuentro casual en una calle de Nueva York con Chögyam Trungpa, Rinpoche, un budista tibetano maestro de meditación de la escuela Vajrayāna, quien se convirtió en su amigo y maestro durante toda su vida.

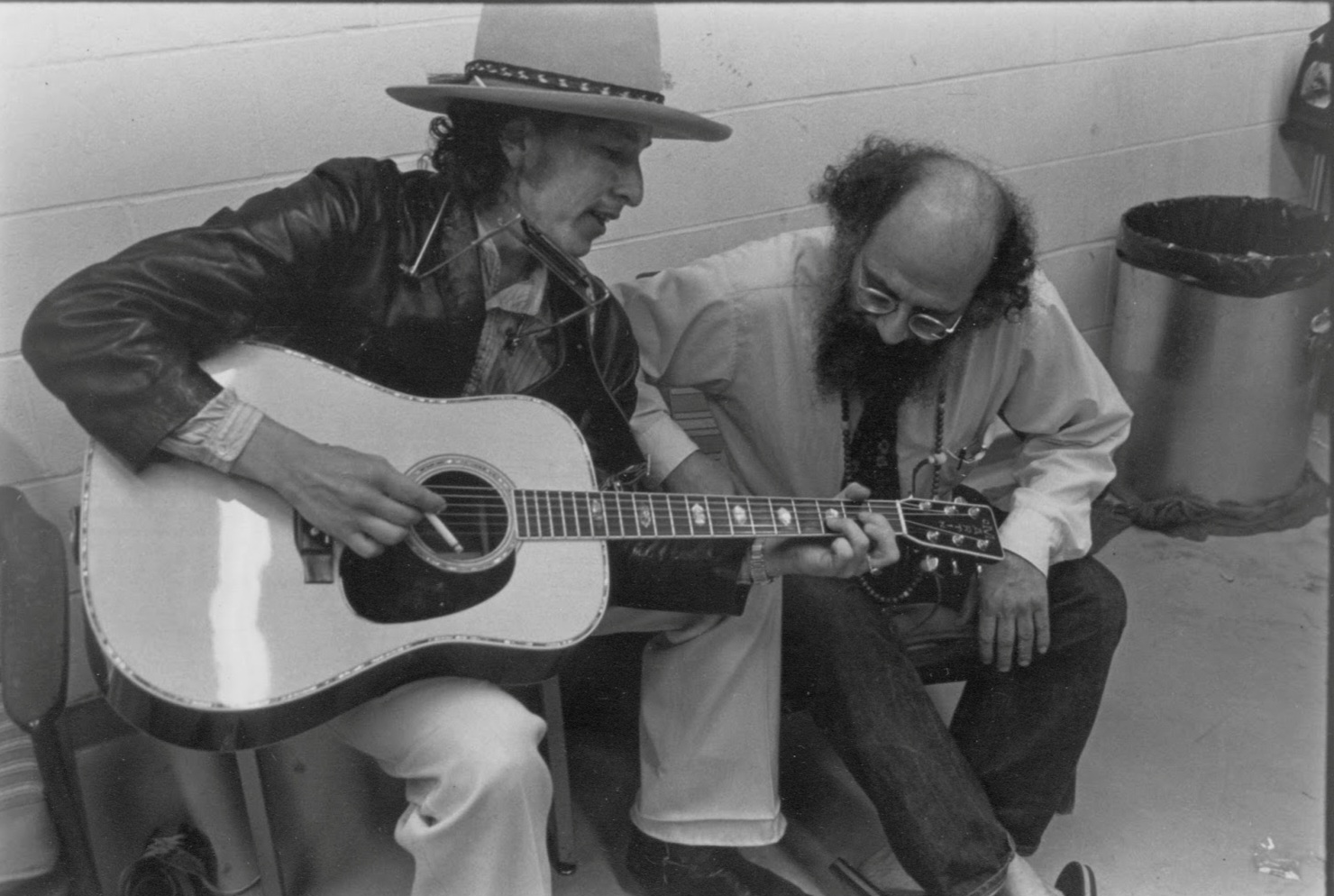
Allen Ginsberg con Bob Dylan (1975).

### Aullido
Su principal obra es el poema Aullido (Howl), muy conocido por su frase de apertura: 

He visto a las mejores mentes de mi generación destruidas por la locura.

La obra se consideró escandalosa por la crudeza de su lenguaje, a menudo muy explícito. Poco después de su publicación en 1956 por una pequeña editora de San Francisco, fue prohibida. Dicha prohibición fue un caso célebre entre los defensores de la primera enmienda de la Constitución estadounidense; fue anulada después de que el juez Clayton W. Horn declarara que el poema poseía importancia social redentora.
La segunda parte de Aullido estuvo inspirada y escrita principalmente durante una visión causada por el peyote. Ginsberg intentó escribir numerosos poemas bajo la influencia de varios tipos de droga, incluyendo el ácido lisérgico o LSD. Esta práctica era una manifestación específica de su enfoque experimental de carácter más general; por ejemplo, también «escribió» poemas recitándolos, grabándolos en casete y transcribiendo los resultados.

## Política y viajes

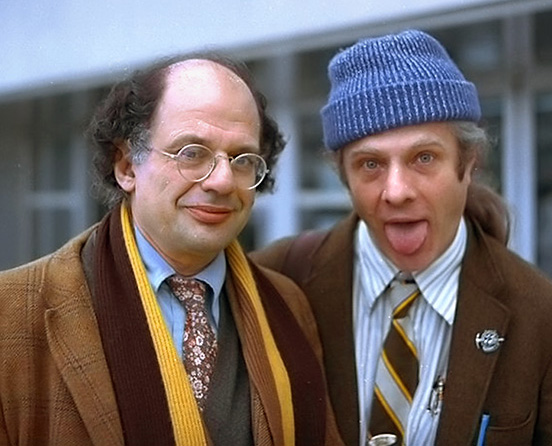
A la izquierda Allen Ginsberg con su pareja durante 40 años, el también poeta Peter Orlovsky.

En su vida política fue un iconoclasta, usando su ingenio y su humor para luchar por la causa de la libertad personal de los otros, a menudo arriesgándose él mismo. Ginsberg ayudó a financiar la School of Disembodied Poetics de Jack Kerouac en la Universidad de Naropa en Boulder, Colorado, una escuela formada por Chögyam Trungpa, Rinpoche. También fue cofundador, junto al poeta francés Jean Jacques Lebel, de uno de los festivales de poesía más importantes del mundo, conocido como Poliphonix.
En 1960, los poeta chilenos Gonzalo Rojas y Nicanor Parra organizaron un encuentro literario en la ciudad de Concepción, al que fue invitado Ginsberg junto a otras reconocidas figuras de las letras americanas, como su compatriota Lawrence Ferlinghetti el argentino Ernesto Sabato y los chilenos Miguel Arteche y Volodia Teitelboim. Durante esta visita, conoce a la destacada y polémica poeta Stella Díaz Varín, quien lo hospeda en su residencia, entablando amistad. Ocho años después de dicho evento, Ginsberg le envió por correspondencia un poema de agradecimiento, que decía: 
"Thank you...! Viva la marihuana! ¡Viva Príapo! / Por favor amo / Por favor amo puedo tocar su mejilla / Por favor amo puedo arrodillarme a sus pies / Por favor amo puedo aflojar sus pantalones azules / Por favor amo puedo mirar su vientre de vello dorado / Por favor amo puedo bajar suavemente sus calzoncillos / Por favor amo puedo tener sus muslos desnudos frente a mis ojos / Por favor amo puedo sacarme la ropa bajo su silla / Por favor amo puedo besar sus tobillos y su alma".
En 1962 viajó con Peter Orlovsky a Japón, donde se encontró con la poetisa beat Joanne Kyger, casada en 1960 con el poeta Gary Snyder, residente en Japón. Viajaron los cuatro juntos a la India, donde conocieron al dalái lama.
A fines de los años sesenta, Ginsberg fue invitado a una Conferencia de Escritores en 1965 por la ministra cubana de Cultura, Haydeé Santamaría, pero fue expulsado al poco tiempo por criticar la persecución del gobierno de Fidel Castro contra los homosexuales. Desde Cuba, Allen fue a la Checoslovaquia comunista como invitado de Estado, recibiendo una habitación gratis y dinero para sus gastos. Además, en Checoslovaquia recibió regalías de sus libros publicados allí, dinero que aprovechó para visitar la Unión Soviética, donde se reunió con Joe Levy, un primo de su madre que le explicó que una parte de su familia fue deportada a la Unión Soviética por los responsables de Inmigración de Estados Unidos, que interpretaron que la calva podía ser una manifestación de enfermedad.[cita requerida] Antes de regresar a Checoslovaquia, se reunió allí con algunos poetas rusos, como Yevgeny Yevtushenko y Andrei Voznesensky. Al regresar a Checoslovaquia fue elegido Rey del Festival de mayo de 1965, lo que alertó a las autoridades, que acabaron deportándolo a Londres, por orden del ministro de Educación.
A principios de los años ochenta, Allen visitó la Nicaragua sandinista, invitado por el presidente Daniel Ortega. En dicho país, junto a Yevtushenko y el poeta y sacerdote Ernesto Cardenal, hicieron una petición al presidente Ronald Reagan, para que el Gobierno de Estados Unidos dejara de financiar a los Contras a través de la CIA. Dicha petición se conoció como "La Declaración de los Tres".
Estas y otras cuestiones, Gingsberg había participado en multitud de ocasiones en manifestaciones contra la intervención estadounidense en Vietnam, provocaron que en 1984 fuera incluido en una lista de la USIA (Agencia de Información de Estados Unidos) de ciudadanos estadounidenses que tenían prohibido viajar al extranjero. Entre otros, se encontraban James Baldwin, David Brinkley, Walter Cronkite, Ralph Nader y Tom Wicker. 
En 1993, el Ministerio de Cultura francés le nombró Caballero de la Orden de las Artes y las Letras.

## Controversias

### Derechos gay
Una contribución que a menudo se considera su más significativa y controvertida fue su apertura sobre la homosexualidad. Ginsberg fue uno de los primeros defensores de la libertad para las personas homosexuales. En 1943, descubrió dentro de sí mismo «montañas de homosexualidad». Expresó este deseo abierta y gráficamente en su poesía. También llamó la atención sobre el matrimonio homosexual al incluir a Peter Orlovsky, su compañero de toda la vida, como su cónyuge en su entrada Who's Who. Los escritores homosexuales posteriores vieron su franca charla sobre la homosexualidad como una oportunidad para hablar de manera más abierta y honesta sobre algo que a menudo antes solo se insinuaba o se hablaba en metáfora.
Al escribir sobre la sexualidad en detalle gráfico y en su uso frecuente del lenguaje visto como indecente, desafió, y finalmente cambió, las leyes de obscenidad. Él era un firme defensor de otros cuya expresión desafiaba las leyes de obscenidad (William S. Burroughs y Lenny Bruce, por ejemplo).

### Asociación conNambla
Ginsberg era partidario y miembro de la Asociación Norteamericana de Amor Hombre / Niño (NAMBLA), una organización de defensa de la pedofilia y la pederastia en los Estados Unidos que trabaja para abolir las leyes de edad de consentimiento y legalizar las relaciones sexuales entre adultos y niños. En «Pensamientos sobre NAMBLA», un ensayo de 1994 publicado en la colección Deliberate Prose, Ginsberg declaró: «NAMBLA es un foro para la reforma de esas leyes sobre sexualidad juvenil que los miembros consideran opresivo, una sociedad de discusión no un club sexual. Me uní a NAMBLA en defensa de la libertad de expresión». En 1994, Ginsberg apareció en un documental sobre NAMBLA llamado Chicken Hawk: Men Who Love Boys (que interpreta el término de la jerga masculina gay «Chickenhawk»), en el que leyó una «oda gráfica a la juventud».

En su libro de 2001, Heartbreak, Andrea Dworkin describió su sentido de la posición de Ginsberg:

El día del bar mitzvá en 1982, los periódicos informaron en grandes titulares que la Corte Suprema había declarado ilegal la pornografía infantil. Yo estaba muy emocionada. Sabía que Allen no lo estaría. Pensé que era un libertario civil. Pero, de hecho, era un pedófilo. No pertenecía a la Asociación Norteamericana de Amor Hombre / Niño por alguna convicción loca y abstracta de que su voz tenía que ser escuchada. Lo decía en serio. Tomo esto de lo que Allen me dijo directamente, no de alguna inferencia que hice. Era excepcionalmente agresivo sobre su derecho a follar a los niños y su constante búsqueda de niños menores de edad.

## En la cultura popular
El autor aparece como personaje de cómic, con el nombre de Abraham ‘Abe’ Greenberg en la obra de Juanjo Guarnido y Juan Díaz Canales, Amarillo, de la serie BlackSad.
También aparece mencionado en la canción «1997» del grupo de pop/rock español Amaral, en el disco del mismo nombre.
El cantautor uruguayo Eduardo Darnauchans lo menciona en su canción «En Tacuarembó si te parece; Aullamos con Ginsberg su aullido fugaz // Las venas de Dylan, Donovan y Antoine // Los años sesenta nos vieron pasar // quemando las noches, un film de Goddard».
En la película Howl (2010), dirigida por James Franco, se narra la presentación en la Six Gallery del poema «Aullido» y el posterior juicio por obscenidad que se llevó a cabo en contra del escritor en 1957. Franco interpreta a Ginsberg, mientras que Aaron Tveit encarnó a Peter Orlovsky, pareja del poeta, y Jon Hamm a Jake Ehrlich, su abogado.
Ginsberg fue interpretado por el actor Daniel Radcliffe en la película Kill Your Darlings (2013) de John Krokidas. Entre los personajes de la cinta también aparecen otros miembros de la Generación Beat, como Lucien Carr (Dane DeHaan), Jack Kerouac (Jack Huston) y William S. Burroughs (Ben Foster).
Una frase suya es citada en la película Hackers (1995): «…angelheaded hipsters burning for the ancient heavenly connection to the starry dynamo in the machinery of night».

## Algunas obras
- Howl and Other Poems (1956). Aullido y otros poemas (Jaime Rosal, trad.). Producciones Ed. Juan José Fernández Ribera, (1976).
- Kaddish and Other Poems,1958-1960 (1961). Kaddish y otros poemas,1958-1960 (Rodrigo Olavarría, trad.). Barcelona : Anagrama, (2014).
- Reality Sandwiches (1963). Sandwiches de realidad (Antonio Resines, trad.). Madrid : Visor, (1978).
- The Yage Letters (1963) - with William S. Burroughs. Las cartas de la ayahuasca (Roger Wolfe, trad.). Barcelona : Anagrama, (2006).
- Planet News (1968). [Noticias del planeta].
- The Fall of America (1973). La caída de América: poemas de estos Estados 1965-1971 (Antonio Resines, trad.). Madrid : Visor, (1977).
- Plutonian Ode, Poems 1977-1980 (1982). Oda plutoniana y otros poemas 1977-1980 (Antonio Resines, trad.). Madrid : Visor (1984).

## Citas
- Nuestro objetivo era salvar el planeta y alterar la conciencia humana. Eso llevará mucho tiempo, si llega a pasar.
- Quien controla los medios, controla la cultura.